# بازگشت دشمن مردم
بازگشت دشمن مردم (انگلیسی: Public Enemy Returns; کره‌ای: 강철중: 공공의 적 ۱–۱) یک فیلم سال ۲۰۰۲ محصول کره جنوبی به کارگردانی کانگ وو سوک است. این فیلم تعداد ۴٬۳۳۷٬۹۸۳ بلیت در سراسر کشور فروخت و به چهارمین فیلم پر بینندهٔ کره جنوبی در سال ۲۰۰۸ تبدیل شد.